# Stazione di Sannazzaro
Stazione di Sannazzaro vasútállomás Olaszországban, Lombardia régióban, Sannazzaro de’ Burgondi településen.

## Vasútvonalak
Az állomást az alábbi vasútvonalak érintik:
- Pavia–Alessandria-vasútvonal

## Kapcsolódó állomások
A vasútállomáshoz az alábbi állomások vannak a legközelebb:
- Stazione di Pieve Albignola
- Stazione di Ferrera Lomellina